# 6380 Gardel
6380 Gardel è un asteroide della fascia principale. Scoperto nel 1988, presenta un'orbita caratterizzata da un semiasse maggiore pari a 2,2689320 UA e da un'eccentricità di 0,1351577, inclinata di 5,36945° rispetto all'eclittica.
L'asteroide è dedicato all'argentino Carlos Gardel, personaggio di spicco nella storia del tango.